# BMW Série 4 Gran Coupé II
La BMW Série 4 Gran Coupé est un coupé 5-portes grand tourisme produit par le constructeur automobile allemand BMW et commercialisé à partir de novembre 2021.

## Présentation

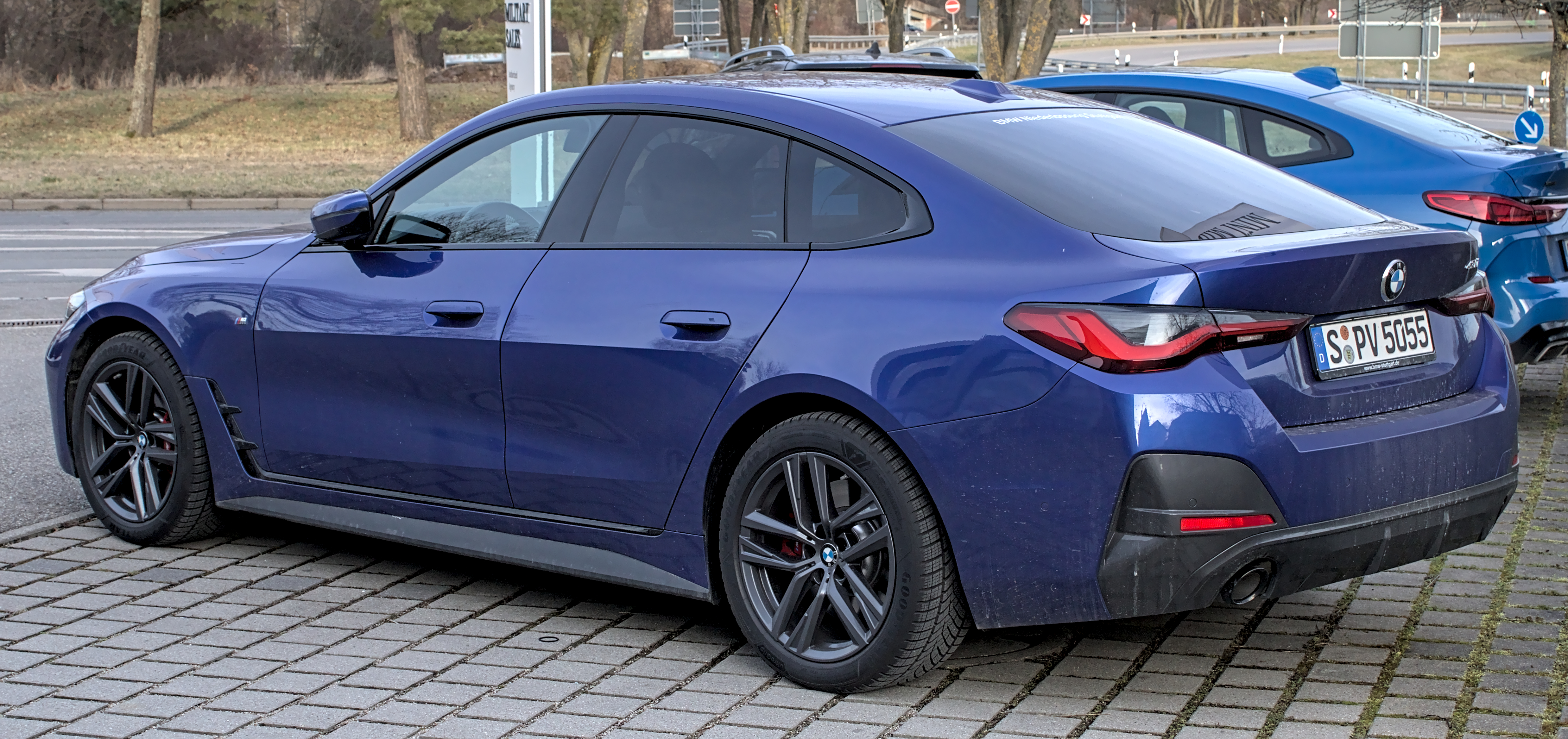
Vue arrière.

La Série 4 Gran Coupé de seconde génération est dévoilée le 9 juin 2021 puis présentée au salon de l'automobile de Munich.
Le constructeur bavarois présente sa berline comme la version coupé cinq portes (avec hayon) de la Série 4, elle même version coupé de la berline Série 3 (G20) quatre portes à malle classique.

### Phase 2
La version restylée de la Série 4 Gran Coupé est présentée le 24 avril 2024.

## Caractéristiques techniques

### Motorisations
Phase 1
- 420i Gran Coupé : 4-cylindres 2.0 turbo 184 ch, propulsion[4] ;
- 430i Gran Coupé : 4-cylindres 2.0 turbo 245 ch, propulsion ;
- M440i xDrive Gran Coupé : 6-cylindres 3.0 turbo 374 ch, transmission intégrale ;
- 420d Gran Coupé : 4-cylindres 2.0 turbo 190 ch, propulsion ;
- 420d xDrive Gran Coupé : 4 cylindres 2.0 turbo 190 ch, transmission intégrale.

Phase 2
- 420i Gran Coupé : 4-cylindres 2.0 turbo 184 ch, propulsion[5]
- M440i xDrive Gran Coupé : 6-cylindres 3.0 turbo 374 ch, transmission intégrale ;
- 430d xDrive : 6-cylindres 3.0 286 ch, transmission intégrale.

## Finitions
- Série 4
- M Sport
- M Performance
- M40

Une finition existe pour la clientèle professionnelle, nommée Business Design.